# Mali Orehek
Mali Orehek – wieś w Słowenii, w gminie miejskiej Novo mesto. W 2018 roku liczyła 48 mieszkańców. 